# Dwight (Nebraska)
Pour les articles homonymes, voir Dwight.
Dwight est un village du comté de Butler, dans l'État du Nebraska, aux États-Unis. En 2020, il comptait une population de 229 habitants.